# Schuttern
Schuttern ist der älteste Ortsteil der Gemeinde Friesenheim im Ortenaukreis in Baden-Württemberg. Bis 1974 war Schuttern eine selbstständige Gemeinde, bevor der Ort im Zuge der Gemeindereform Friesenheim angegliedert wurde.
Der Ort hat 1658 Einwohner und liegt in der oberrheinischen Tiefebene zwischen Offenburg im Norden und Freiburg im Breisgau im Süden, also am Fuße des Schwarzwaldes.

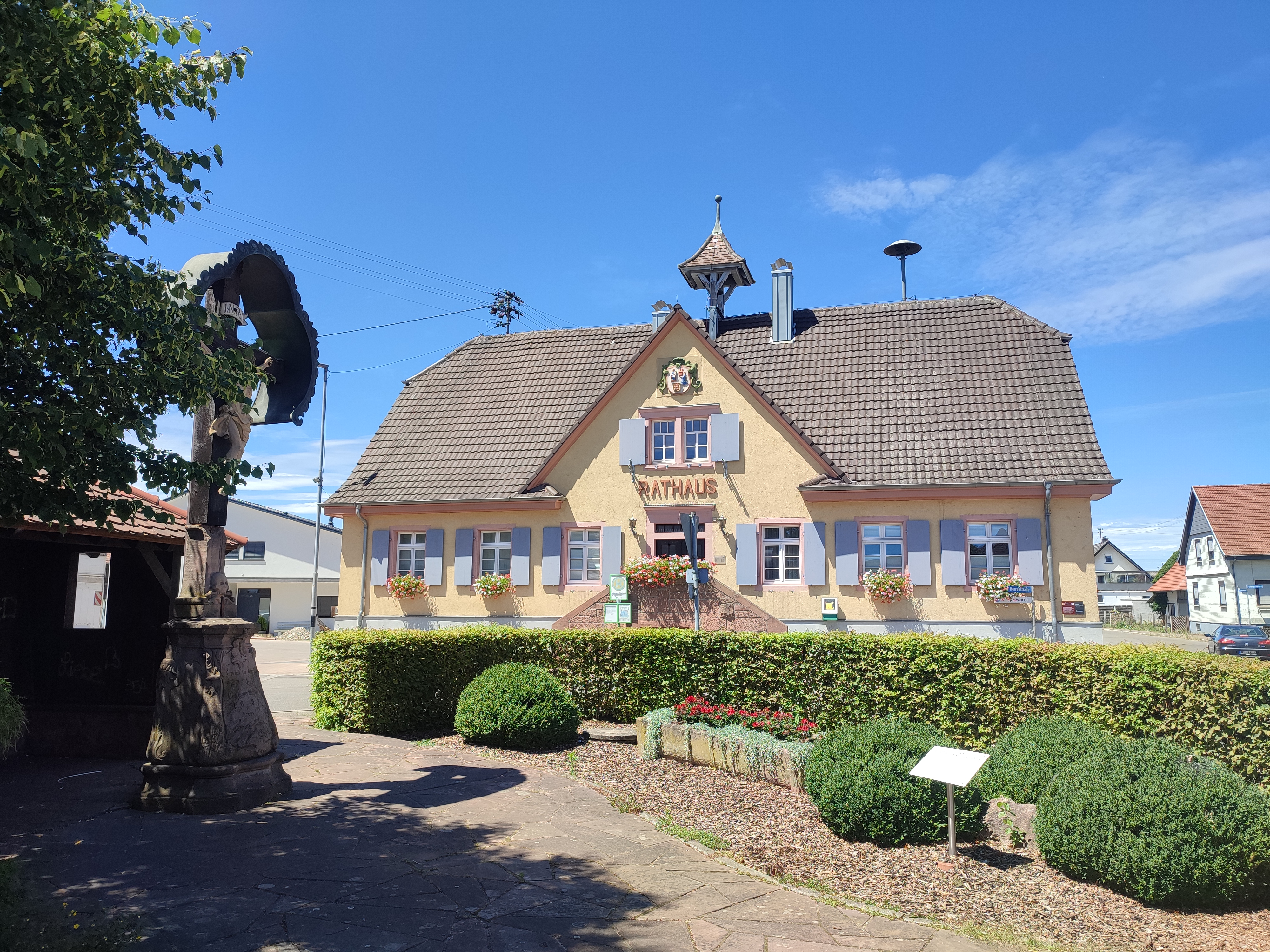
Rathaus im Ortskern

## Geschichte und Bauwerke
Die Geschichte des Ortes ist eng mit der Geschichte des Klosters Schuttern verbunden. Das Kloster Schuttern soll bereits im Jahre 603 von einem Schottenmönch, einem englischen Prinzen von königlichem Blute, namens Offo gegründet worden sein. Um 100 n. Chr. bauten die Römer die Heerstraße von Augst bei Basel bis nach Mainz. Diese Straße durchquerte die Gemarkung der heutigen Gemeinde Friesenheim. Im 3. Jahrhundert nahmen die Alemannen/ Kelten das Oberrheingebiet in Besitz. Durch die Besetzung der Franken im 7. Jahrhundert ging die Vormachtstellung der Alemannen verloren. Die Franken führten eine neue Staatsverfassung ein und bildeten den Gau „Mordenaugie“ (Ortenau). Aus dieser Zeit stammt auch das Kloster Schuttern, damals noch „Offonis villa“, „Offoniswilare“ oder auch „Offonis cella“ genannt. Die Landeshoheit der Gemeinde gelangte über die Klostervogtei zunächst an das Bistum Toul, später an das Bistum Bamberg, von dort an die Reichslandsvogtei und schließlich an die Geroldsecker. Kaiser Otto II. bestätigte 973 dem Bischof von Toul unter anderem eine „abbatiam … in Offonis villa“ (Reg.Imp.II.,641). Otto II. verlieh der Abtei „Offoniswilare“ auch 975 die Immunität (Reg.Imp II.,704). Kaiser Heinrich II schenkte im Jahre 1016 „seinem armen Kloster Offonis cella“ ein Dorf namens Routgereswilre (Weiler des Rüdigers, heute Heiligenzell) und eine Hube in einem anderen Ort, Friesenheim genannt (Reg.Imp.II.,1881). Mit der Linie der Geroldsecker wurde 1278 auch Friesenheim aufgeteilt. 1502 konnte die Markgrafenschaft Baden durch Kauf drei Viertel der Hoheitsrechte der Gemeinde Friesenheim auf sich vereinigen. 1629 erhielt Baden alle Rechte an Friesenheim zugesprochen. Seit diesem Zeitpunkt sind die Friesenheimer badische Untertanen. 1525 brach der Bauernkrieg aus. Aufständische Bauern aus Lahr und Friesenheim verwüsteten das Kloster Schuttern. Vom Dreißigjährigen Krieg (1618–1648) blieb die Region weitgehend verschont. Die spätere französische Königin Marie-Antoinette verbrachte auf der Hochzeitsreise von Wien nach Paris am 6. Mai 1770 im Kloster Schuttern ihre letzte Nacht auf deutschem Boden. Im Rahmen der Säkularisation schloss am 31. August 1806 das Kloster Schuttern. Der Großherzog von Baden wurde Eigentümer des Klosters. Die Baupflicht für die Kirche liegt noch heute beim Land Baden-Württemberg.

Kanzlei und Zehntscheuer der Reichsabtei

Das abgegangene Wasserschloss Schuttern bestand vom 15. bis 17. Jahrhundert.
Das Ortsbild wird von den Überresten der alten Reichsabtei geprägt, vor allem von der Klosterkirche. Diese beruht auf Vorgängerbauten, wurde im 18. Jahrhundert aber im Stil des Barock weitgehend neu errichtet. Der Kirchturm ist nach dem Freiburger Münster einer der sieben höchsten des Erzbistums Freiburg. Neben dem nach der Säkularisation 1803 als Pfarrkirche Mariae Himmelfahrt genutzten Gotteshaus blieben nur wenige Partien des einst weitläufigen Klosterkomplexes erhalten. Hierzu zählt das heutige Pfarrhaus, als Refektorium einst Teil eines großen Konventbaus, außerdem die Kanzlei und die Zehntscheuer, dazu einige Nebenbauten. Zusammen mit zum Teil noch hohen Klostermauern stehen diese Bauten an der heutigen Hauptstraße Schutterns. Der überwiegende Anteil des Klosterkomplexes ist im 19. Jahrhundert verschwunden.
Östlich des Ortes befindet sich eine restaurierte Römische Straßenstation.

## Sehenswürdigkeiten
- Römersiedlung

Kloster- und Pfarrkirche

- Baggersee Schuttern mit Campingplatz und Gaststätte
- Klosterkirche
- Überreste des Klosters
- Museum des Historischen Vereins

## Veranstaltungen

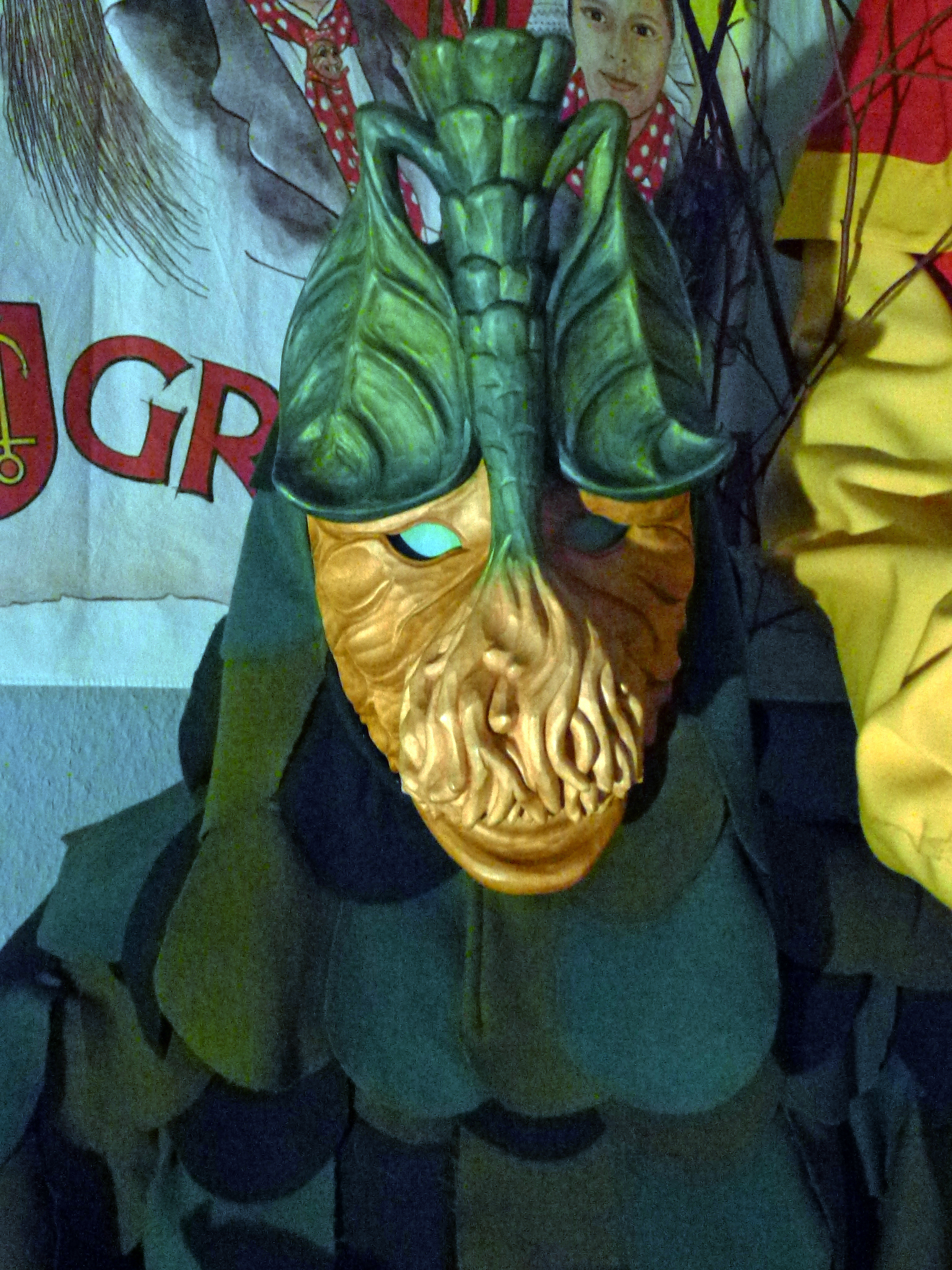
Narrenhäs der Narrenzunft Kruttstumpe

- Fastnacht Schuttern der Narrenzunft Schuttern
- Paddelbootrennen der Freiwilligen Feuerwehr Schuttern
- Oktoberfest der Freiwilligen Feuerwehr Schuttern
- Vatertagsfest der Akkordeonfreunde

## Söhne und Töchter Schutterns
- Benedikt Lögler (1790–1820), Pfarrer, Autor und Dramatiker
- Wilhelm Schubert (1813–1893), Kaufmann und Politiker, wichtigster Republikaner der Stadt Lahr
- Marita Blattmann (* 1959), Historikerin, Professorin in Köln
- Rudi Beiser (* 1960), Sachbuchautor und Heilpflanzen-Experte
- Pfarrer Werner Fimm (1965–2025)